# Беренс-Рівер 13
Беренс-Рівер 13 (англ. Berens River 13) — індіанська резервація в Канаді, у провінції Манітоба, у межах невключеної частини переписної області №19.

## Населення
За даними перепису 2016 року, індіанська резервація нараховувала 1128 осіб, показавши зростання на 9,7%, порівняно з 2011-м роком. Середня густина населення становила 46 осіб/км².
З офіційних мов обидвома одночасно володіли 5 жителів, тільки англійською — 1 120. Усього 345 осіб вважали рідною мовою не одну з офіційних, з них усі — одну з корінних мов.
Працездатне населення становило 48,6% усього населення, рівень безробіття — 23,9%.
Середній дохід на особу становив $20 219 (медіана $14 048), при цьому для чоловіків — $19 346, а для жінок $21 150 (медіани — $13 440 та $15 136 відповідно).
18,5% мешканців мали закінчену шкільну освіту, не мали закінченої шкільної освіти — 68,5%, 13% мали післяшкільну освіту, з яких 26,3% мали диплом бакалавра, або вищий.
| Статево-вікова структура населення | Статево-вікова структура населення | Статево-вікова структура населення | Статево-вікова структура населення | Статево-вікова структура населення |
| ---------------------------------- | ---------------------------------- | ---------------------------------- | ---------------------------------- | ---------------------------------- |
|                                    |                                    |                                    |                                    |                                    |
| Всього                             | Всього                             | 52,4%47,6%                         |                                    |                                    |
| 0 — 14 років                       | 0 — 14 років                       |                                    | 35,1%                              | 35,1%                              |
| 15 — 64 років                      | 15 — 64 років                      |                                    | 61,8%                              | 61,8%                              |
| 65 і більше                        | 65 і більше                        |                                    | 3,1%                               | 3,1%                               |
| 85 і більше                        | 85 і більше                        |                                    | 0,4%                               | 0,4%                               |
| Середній вік (років)               | Середній вік (років)               | 26,626,5                           | 26,5                               | 26,5                               |
| Медіана (років)                    | Медіана (років)                    | 23,322,1                           | 22,7                               | 22,7                               |
| — чоловіки — жінки                 |                                    |                                    |                                    |                                    |

| Походження мешканців:     | Походження мешканців:     | Походження мешканців: | Походження мешканців: | Походження мешканців: |
| ------------------------- | ------------------------- | --------------------- | --------------------- | --------------------- |
| Походження                |                           |                       | осіб                  | %                     |
| Корінні американці        | Корінні американці        |                       | 1 110                 | 99.11%                |
| Інше північноамериканське | Інше північноамериканське |                       | 10                    | 0.89%                 |
| Європейське               | Європейське               |                       | 110                   | 9.82%                 |
| британське                | британське                |                       | 70                    | 6.25%                 |
| французьке                | французьке                |                       | 45                    | 4.02%                 |
| українське                | українське                |                       | 10                    | 0.89%                 |

## Клімат
Середня річна температура становить 0,4°C, середня максимальна – 21,6°C, а середня мінімальна – -26,1°C. Середня річна кількість опадів – 485 мм.
| Клімат поселення                              | Клімат поселення | Клімат поселення | Клімат поселення | Клімат поселення | Клімат поселення | Клімат поселення | Клімат поселення | Клімат поселення | Клімат поселення | Клімат поселення | Клімат поселення | Клімат поселення | Клімат поселення |
| Показник                                      | Січ.             | Лют.             | Бер.             | Квіт.            | Трав.            | Черв.            | Лип.             | Серп.            | Вер.             | Жовт.            | Лист.            | Груд.            |                  |
| Середній максимум, °C                         | −13,67           | −10,82           | −3,12            | 7,10             | 15,16            | 21,22            | 21,55            | 20,52            | 14,70            | 7,76             | −2,5             | −12,48           |                  |
| Середня температура, °C                       | −19,84           | −17              | −9,3             | 0,91             | 8,97             | 15,03            | 17,55            | 16,51            | 10,70            | 3,80             | −6,5             | −16,49           |                  |
| Середній мінімум, °C                          | −26,05           | −23,21           | −15,51           | −5,3             | 2,78             | 8,84             | 13,54            | 12,52            | 6,69             | −0,22            | −10,51           | −20,48           |                  |
| Норма опадів, мм                              | 19               | 13               | 23               | 23               | 46               | 63               | 56               | 75               | 65               | 49               | 32               | 21               |                  |
| Середньомісячна швидкість вітру, м/с          | 3.80             | 3.70             | 3.90             | 4.06             | 4.00             | 3.80             | 3.70             | 3.90             | 4.20             | 4.50             | 4.30             | 3.90             |                  |
| Середньомісячна сонячна радіація, кДж/м²·день | 3884             | 7501             | 12690            | 17671            | 20600            | 21248            | 21088            | 17500            | 11572            | 6571             | 3627             | 2781             |                  |
| --------------------------------------------- | ---------------- | ---------------- | ---------------- | ---------------- | ---------------- | ---------------- | ---------------- | ---------------- | ---------------- | ---------------- | ---------------- | ---------------- | ---------------- |
| Джерело:                                      |                  |                  |                  |                  |                  |                  |                  |                  |                  |                  |                  |                  |                  |